# Simias concolor
El langur cola de cerdo (Simias concolor) es una especie de primates catarrinos de la familia Cercopithecidae, y la única del género Simias. Es grande y robusto, y está adaptado para trepar con sus largos brazos. Su pelaje es negro y castaño, y su cara, aunque sin pelo, es negra. Es el único mono de la subfamilia Colobinae que tiene una cola relativamente corta, la cual es ligeramente peluda y de solamente 15 cm (centímetros) de largo. Su corta nariz apunta hacia arriba. El langur cola de cerdo alcanza un largo total de 50 cm, y un peso de 7 kg (kilogramos).
Este primate vive exclusivamente en la islas Mentawai, donde se le conoce como simakobou en Siberut, y simasepsep en las islas de Sipura, Pagai del Norte y Pagai del Sur. Dos de esas islas (Pagai del Norte y del Sur) son su mayor área de distribución. Es un animal de hábitos diurnos, y merodea por los árboles de la selva, bajando rara vez al suelo. Vive en pequeños grupos, de 3 a 8 animales, que consisten en un macho, una o más hembras y su descendencia. Su dieta consiste principalmente de hojas y, en menor medida, frutas y bayas. No existe conocimiento general acerca de su reproducción.
Se encuentra catalogado como especie en peligro crítico de extinción por la UICN, y fue incluido en la publicación bienal Los 25 primates en mayor peligro del mundo 2008-2010.

## Subespecies
Se reconocen como válidas dos subespeies:
- Simias concolor concolor
- Simias concolor siberu